# Pajujärvi
Pajujärvi är en sjö i Kiruna kommun i Lappland och ingår i Torneälvens huvudavrinningsområde. Sjön har en area på 0,0643 kvadratkilometer och ligger 425,1 meter över havet. Pajujärvi ligger i Torneträsk-Soppero fjällurskog Natura 2000-område. Sjön avvattnas av vattendraget Umpurijoki.

## Delavrinningsområde
Pajujärvi ingår i det delavrinningsområde (756327-175411) som SMHI kallar för Mynnar i Lainioälvens vattendragsyta. Medelhöjden är 395 meter över havet och ytan är 52,17 kvadratkilometer. Det finns inga avrinningsområden uppströms utan avrinningsområdet är högsta punkten. Umpurijoki som avvattnar avrinningsområdet har biflödesordning 3, vilket innebär att vattnet flödar genom totalt 3 vattendrag innan det når havet efter 357 kilometer. Avrinningsområdet består mestadels av skog (54 procent) och sankmarker (43 procent). Avrinningsområdet har 0,7 kvadratkilometer vattenytor vilket ger det en sjöprocent på 1,3 procent.